# Dandan Duan
Dandan Duan (23 de mayo de 1995) es una atleta china especializada en marcha atlética.
En el año 2014 participó en la Copa del Mundo de Marcha Atlética, ocupando la primera posición en los 10 km.
| Mejores marcas personales | Mejores marcas personales | Mejores marcas personales | Mejores marcas personales |
| Distancia                 | Tiempo                    | Lugar                     | Fecha                     |
| ------------------------- | ------------------------- | ------------------------- | ------------------------- |
| 10.000 m.                 | 45:33.26                  | Pekín, China              | 29 de agosto de 2014      |
| 10 km.                    | 43:05                     | Taicang, China            | 4 de mayo de 2014         |
| 20 km.                    | 1h:32:45                  | La Coruña, España         | 1 de junio de 2013        |